# 海禁
海禁（かいきん）とは、中国明清時代に行われた領民の海上利用を規制する政策のことである。海賊禁圧や密貿易防止を目的とし、海外貿易等の外洋航海、時には沿岸漁業や沿岸貿易（国内海運）が規制された。本来は下海通蕃の禁と呼び、海禁は略称であった。
またこれを「領民の私的な海外渡航や海上貿易を禁止する政策」と捉え、江戸幕府の行った国家による対外交流独占政策（鎖国政策）や李氏朝鮮の同様の政策、あるいは元朝の行った商人の出海禁止政策（「元の海禁」）もまた、海禁と位置付けられることもある。

## 概要
元代末に海賊船が往来し闘争殺傷が繰り返されたことから、泉州に向かう貿易品は全て剽窃に関係するとまで云われ、南洋の海上貿易は危険を極めていた。
こうしたことから明代に入ると太祖洪武帝が国令として海禁策を発布し、事実上の貿易禁止となる海上利用制限政策をとった。
海賊禁圧や密貿易防止を目的として明代に幾度も発布された海禁は、海外貿易、沿岸漁業及び沿岸貿易（国内海運）を規制する政策でもあり、中国国内に止まらず南洋を含めた周辺諸国の社会・経済に影響を与えた。中国人にも出発地の役人の発行した証明書の携行を義務づけ、それに違反した者は辺境地方に追放するという厳格なものだったため、一旦海外に出ると中国に戻らず周辺地域に移住しそこから中国へ密貿易する武装集団の倭寇が生まれた。
明代において海洋政策とされたが、永楽帝の時代になると鄭和南洋派遣（1405年）等の積極的な対外拡大政策を執り、明との交易利益を諸国に説いたことから諸国が訪明するようになると、禁を犯して出海する中国人海商、周辺地域で明の移民船と称された移民活動も増加し、それに伴い海禁の発令頻度も増した。
大航海時代の始まりとともにアジア地域に進出したポルトガル等の外圧や沿岸部の有力郷紳と結託した倭寇から、明朝内部からも海禁緩和を嘆願する胡宗憲等も現れ、明代後期には海禁の存廃論争が行われた。
清代にも初期に海外貿易のみならず沿岸海運、沿岸漁業も対象とした厳格な海禁政策が採られた。これは鄭氏政権孤立化を目的としたもので、沿岸部への民衆の立ち入りを禁じた遷界令と合わせて厳格な海禁を行うものであったが、密貿易は絶えることがなく、効果は限定的なものに止まった。その一方で海禁政策は国内における銀・銅の不足を招き、経済に混乱を引き起こした。鄭氏政権降服後に海禁は停止されるが、米の海上積み出しを禁じる米禁や南洋海禁（東南アジア渡航の禁止）など、限定的な海禁は行われた。
沿海部の海防や秩序構築を目指した海禁は、明・清両王朝の建国期には一定の役割を果たした。一方で東南アジアの陶磁器産業のように海禁により発展の契機を攫んだ事例も存在し、琉球王朝のように朝貢貿易を許された国家にとっては独占的な貿易を通じて恩恵をもたらすものとなった。

## 明代の海禁

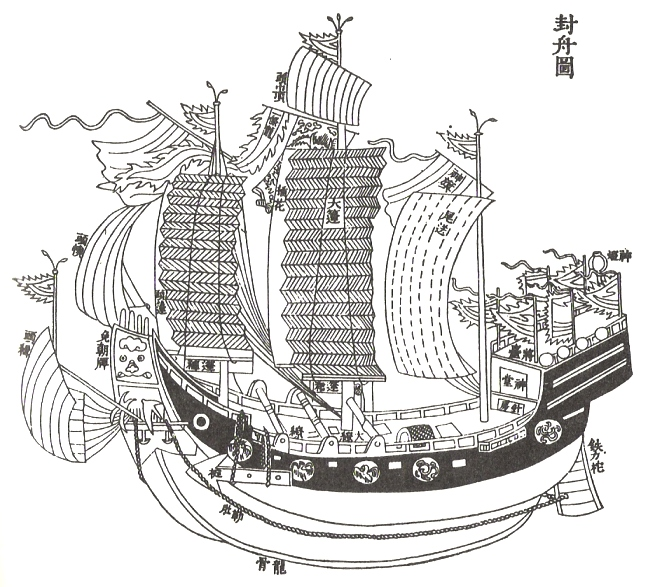
遠洋航海用大型ジャンク

### 海禁の確立
元末の反乱集団の中から台頭した朱元璋（洪武帝）は元朝を北へ逐い、1368年に明国を建国する。しかし元末明初の中国沿岸部では前期倭寇が活発に活動しており、『明史』『明実録』に記録されているところによれば洪武元年（西暦1368年）から洪武7年（同1374年）までの間、倭寇の襲撃は23回を数える。さらに「張士誠・方国珍の残党」と呼ばれた沿海部の非農民も倭寇と結んで入寇したため、明朝は倭寇と沿岸部住民の分断を図って1371年に海禁令を発布し、官民問わず私の出海を禁じた。
海禁は海賊防止と密貿易の取り締まりの二つの機能を兼ね備えた政策であるが、洪武帝が海禁令を発した直接の目的は倭寇の禁圧にあり、当初は密貿易の取り締まり、つまり貿易統制を行う政策ではなかった。貿易統制は市舶司制度と違禁下海律の管轄下にあり、その統制下で民間貿易は認められていた。明朝は建国の前年に太倉に黄渡市舶司を、1370年にそれを発展解消して寧波・泉州・広州に三市舶司を設置し、貿易を奨励しながら関税徴収を行っていた。しかし倭寇跳梁の収まらぬ中で海禁違反者と違禁下海律違反者の判別は困難であり、貨幣経済の浸食から国内経済を防衛する必要性や交易の利を餌に周辺諸国を朝貢貿易に参加させる狙いもあり、明朝は1374年に三市舶司を廃止して民間貿易を全面的に禁止した。これによって海禁は違禁下海律と一体化して貿易統制の機能も兼ね備え、密貿易の取り締まりを通じて朝貢貿易を補完する政策となって「海禁―朝貢体制」あるいは「海禁＝朝貢システム」と呼ばれている。
洪武帝は各地に水寨を設置して兵船を巡回させ、あるいは島嶼部住民の本土への強制移住を行い、時には漁民の出漁まで禁じ、後に「国初、寸板も下海を許さず」と評される厳格な海禁を行った。沿岸貿易（国内海運）に関しても許可証の所得や航路の厳守などの制約が加えられ、それさえも時には地方官憲によって禁止された。しかし貿易や海運に従事して生計を立てていた沿海部の非農民達にとって海禁は生業を圧迫する政策であり、長い海岸線の監視が困難なこともあって海禁は徹底されず、明朝はその治世を通じて海禁令を繰り返し発せざるを得なかった。
「海禁＝朝貢システム」が最も有効に機能したのは永楽帝の時代である。対外積極策を採った永楽帝は1403年に三市舶司を復活させて朝貢国の入朝に備え、1405年から鄭和艦隊を南海に派遣するなど諸外国に盛んに使者を発して入朝を促し、また東南アジアの中国人海賊の討伐を行った。これにより、洪武期に17ヶ国であった朝貢国は永楽期には60ヶ国にまで急増し、在外華人にも影響を及ぼし彼等の帰国や恭順、あるいは朝貢国による強制送還を引き出した。こうした情勢は中国沿海部住民に出海を躊躇わせるものとなり、しばらくの間「海禁＝朝貢システム」は安定を見せ、海禁令が発せられることはなかった。

### 海禁の弛緩
| 1367年          | 黄渡市舶司設置           |
| 1368年          | 明建国                   |
| 1370年          | 三市舶司の設置           |
| 1371年          | 海禁令                   |
| 1374年          | 三市舶司の廃止           |
| 1381年          | 海禁令                   |
| 1384年          | 湯和の東南経略           |
| 1387年          | 島嶼部住民の強制移住     |
| 1390年          | 海禁令                   |
| 1394年          | 蕃香・蕃貨の使用の禁止   |
| 1397年          | 海禁令                   |
| 1399年          | 靖難の変                 |
| 1402年          | 海禁令                   |
| 1404年          | 海禁令                   |
| 1405年 - 1431年 | 鄭和の南海遠征           |
| 1431年          | 海禁令                   |
| 1433年          | 海禁令                   |
| 1449年          | 海禁令                   |
| 1449年          | 土木の変                 |
| 1452年          | 海禁令                   |
| 1459年          | 海禁令                   |
| 1509年          | 広州開港                 |
| 1522年          | ポルトガル船砲撃駆逐事件 |
| 1522年          | 広州の閉鎖               |
| 1523年          | 寧波の乱                 |
| 1523年          | 海禁令                   |
| 1524年          | 海禁令                   |
| 1526年          | 石見銀山開山             |
| 1529年          | 海禁令                   |
| 1529年          | 広東貿易再開             |
| 1533年          | 海禁令                   |
| 1533年          | 日本に灰吹法が伝わる     |
| 1547年          | 朱紈、浙江巡撫に着任     |
| 1549年          | 朱紈解任、自殺           |
| 1567年          | 月港開港                 |
| 1592年          | 月港閉鎖                 |
| 1593年          | 月港開港                 |
| 1644年          | 明滅亡                   |

しかし永楽帝が没し、明朝の政策が財政緊縮・対外消極的に転ずると海禁にほころびが出始める。土木の変に象徴されるモンゴルの脅威に北辺防備へ注力を迫られる中、国家財政を圧迫された明朝は北辺を除く朝貢貿易に関し「厚往薄来」から経費削減へ政策の転換を余儀なくされる。朝貢国は貿易の規模や貢期（入朝頻度）、附搭貨物買取価格を抑制され、さらに弘治年間（1488年 - 1505年）からは関税まで徴収された。こうした明朝の姿勢は朝貢国の離反を招き、15世紀末時点で入朝を続ける国は日本・朝鮮・琉球等わずか6ヶ国にまで減少していた。1509年からは、広州に外国商船の来航が認められたことから朝貢貿易はさらに衰退していった。洪武期に民間貿易が禁止されてこのかた、在外華人が安全に貿易を行うためには朝貢貿易への参加が必要不可欠であり、朝貢貿易は少なからず彼等により支えられていた。しかし明朝が関税収入目当てに広州を開港すると、煩雑な制約を受けずに合法的に貿易を行う道が開かれ、在外華人は朝貢貿易から撤退していった。
朝貢貿易の衰退とともに密貿易が盛んになっていった。15世紀半ばより海禁を犯し出海する者は増加していたが、15世紀後半より郷紳層が参加を始め、組織化も進んでいた。また出海者の行動も凶暴化を始め、密貿易に止まらず海賊行為も行う者も出現していた。16世紀に入ると中国沿海部では商品経済が急速に発展し、商品作物の栽培や手工業が盛んになり、生産された商品の多くは密貿易を通して海外へ輸出されていた。
海禁と違禁下海律が一体化してしばらくの間、洪武・永楽両帝の取り締まりによって前期倭寇が鎮静化したこともあり、海禁の主眼は密貿易の取り締まりに置かれていた。しかし海禁が弛緩する中、武装した出海者が密貿易に止まらず時に海賊行為も働くようになると海禁の海防機能の強化が必要とされた。海禁の法的根拠であった違禁下海律は、本来は民間貿易容認下における海商の守るべき手続きと違反時の罰則を定めた法令であり、倭寇等の海賊を取り締まる法令としては必ずしも適切なものではなかったのである。明朝は罰則強化などの違禁下海律の修正を進め、弘治15年（1500年）に編纂された問刑条例（明律の修正条例）にその集大成というべき一条が収録される。そこでは商人に止まらず全ての者を対象とし、極刑をもって海賊行為・外国との貿易を同時に禁じ、また出海者との貿易や代理人を通じた貿易も禁じている。これは15世紀の中国沿海部の状況、つまり多くの社会的階層に属する者が出海し、時には密貿易、時には海賊行為を働く密貿易と海賊行為が不可分な状況に対応した政策であり、また在地に居ながらにして代理人を通じて密貿易を行っていた郷紳層の動向にも目を配ったものであった。
明朝は違禁下海律の再編と同時に海禁令を繰り返して密貿易の抑制を図るが、沿海部では武器・兵船の老朽化や兵員・軍糧の欠乏などから取締りを行える状態にはなく、官兵の綱紀は乱れ、大商・郷紳等と結託して密貿易に便宜を図るなど海禁は弛緩していった。

### 後期倭寇
嘉靖年間（1522年 - 1566年）に入ると広州における外国商船受け入れや日明勘合貿易が中断し、密貿易は益々盛んになっていった。1522年に屯門島を不法占領していたポルトガル船が明軍に駆逐されると明朝は広州貿易を禁止する。この措置は1529年に解かれて貿易が再開されるが、来港商船は新たに貢期と勘合の遵守を求められたため目的地を福建・浙江へ移して密貿易に参加した。また1523年に寧波の乱が起こると日明勘合貿易は停止、1536年に再開されるが貢期に大幅な制限を加えられ、それも1551年に大内氏が滅亡すると途絶える。明朝は寧波の乱を契機に海禁の引き締めを行い、違反者を倭寇とみなして取り締まるが出海する者は増加の一途を辿った。
明代中期に商品経済が発達する中、物流を海運に支えられながら地域間分業は進み、また貿易を通して海外諸国との経済的連関は強まっていた。しかし広州貿易と日明勘合貿易の中断に加え、嘉靖年間に「不許寸板下海」を合言葉に沿岸交易にも規制が加えられると、沿海部住民は生活を圧迫され、出海、密貿易へと追いやられた。

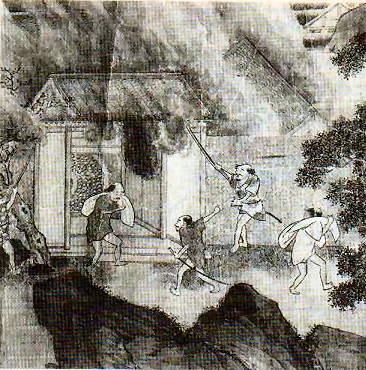
倭寇の襲撃

さらに16世紀中頃には、石見銀山などの鉱山開発の進行や灰吹法の導入により日本における銀生産量が急増する。明国国内では嘉靖年間には慢性的な銀不足に陥っており、安価な日本銀は中国人海商のみならずヨーロッパ人も惹きつけ、日明貿易への参加を促した。日明貿易における利潤は通常10倍程度であったと推定されているがこの時期には100倍に上ったともされ、沿海部住民は家業を棄て密貿易に走り、漁船は交易品を積んで沖合で密貿易船と接触、大商は様々な口実を設けては大船を建造して出海し、郷紳達は密貿易船に自身の旗を掲げて政治力を楯に官憲の干渉を防いだ。多くの社会的階層に属する者が参加して密貿易は急速に大規模化し、王直や徐海ら頭目が束ねる大勢力も出現した。舟山諸島双嶼港や章州月港などの中国東南沿海部各地には密貿易拠点が出現し、博多商人やポルトガル人なども来航する国際貿易港となっていた。

明朝はこれらの者達を倭寇（後期倭寇）と見なしていたがその大半は中国人であった。彼等は密貿易に止まらず武装して官兵に抵抗し、時に各地を襲撃して回った。沿海部住民のうち直接密貿易に関わらない者も物資の提供・貨物の運搬等各種サービスを通じてその恩恵を受けており、倭寇に通じて行動を共にした。こうした事態に明朝は1547年に朱紈を浙江巡撫に任命し厳格な海禁を実施させた。朱紈は双嶼港を襲撃して壊滅させ、李光頭や許棟を逮捕処刑するなど海上粛清を断行し、東南沿海地区を閉鎖した。しかし海商・郷紳等と気脈を通ずる中央官僚の弾劾を受けて1549年に罷免され、自殺に追い込まれる。朱紈失脚後、強圧的な取り締まりに対する民衆の反発は嘉靖大倭寇という形で現れ、後期倭寇は最盛期を迎え各地で猛威を奮った。

### 海禁の緩和
洪武帝が海禁を導入した直接の目的は倭寇禁圧にあり、それは嘉靖年間においても変わっていなかった。しかし諸外国との貿易を希求する出海者を倭寇・海寇として扱ったため、海禁はその目論みとは裏腹に倭寇跳梁の原因となっていた。嘉靖年間にもこうした認識を持つ識者は存在し、沿海部を中心に海禁廃止を求める開洋論が唱えられて海禁継続派と盛んに論争が繰り広げられた。海禁廃止派が貿易を認めることで密貿易を抑制しようとしたのに対し、海禁継続派はより厳格な海禁を行うことで沿海部に秩序を再構築しようと主張したが、海禁継続派には洪武帝以来の祖法の墨守を重視する者の他に一部の沿海部郷紳層が加わっていた。地方官憲に影響力を持つ郷紳達にとって海禁は貿易の障壁ではなく、むしろ競争相手を排除し独占的な貿易を通じて巨利をもたらしてくれる政策だったのである。しかし朱紈の徹底的な取り締まりは彼等にも打撃を与え、郷紳達は朱紈を失脚させ自殺へと追い込む。朱紈失脚後には敢えて海禁を主張するものも絶えて開洋論が優勢となり、1567年に福建巡撫塗沢民が月港開港を上奏すると明朝は海禁を緩和し章州月港から商人の出海を認めた。これは海禁の完全な廃止ではなかったが、明将戚継光らの活躍や豊臣秀吉の海賊停止令等の影響と相俟って後期倭寇は沈静化していった。
月港開港により、中国人海商は呂宋等東洋21港、暹羅・旧港・柬埔寨等西洋22港の東南アジア43港と台湾2港への渡航が認められた。出国に際しては文引と呼ばれる海外渡航許可証の所得が義務付けられ、新たに設置された海防館が出入国の監督に当たった。文引には姓名・本貫・積荷・渡航先が記載され、渡航先毎に年間発給枚数が定められていた。乗員数も船の大きさに応じて上限があり、出港時期と帰港期限も定められ国外での越冬は許されなかった。数種類に及ぶ関税や文引発給手数料なども徴収されたが月港から出国する者は年々増加し、関開港初年度に銀3000両であった税収入は1582年には2万両に達していた。出国先は呂宋が最も多く、スペイン側の記録によると1575年には12 - 15隻、1599年には30隻が来航しており、これらは主にメキシコ銀を持ち帰った。1592年の朝鮮出兵により一時停止されるが翌年からまた再開された。
明代には日本や琉球への渡航は認められることはなかった。しかし禁令を犯しても対日貿易を続ける者は絶えず、徳川幕府が朱印状を与えて中国船を招致したこともあって長崎来港中国船は年間70-80隻に及んだ。後に清朝が海禁を敷いて弱体化を図る鄭氏勢力も、元はこの対日密貿易を行う海商勢力の一部であった。
ところで、明初より実施されてきた海禁政策ではあるが、「下海通蕃の禁」「海禁」という用語・概念の形成は16世紀のことである。16世紀の海禁存廃論争の中で論者達は当時の沿海部の状況を「下海通蕃」、それを禁ずる弘治問刑条例に示される政策を「下海通蕃の禁」と呼び表し、その略称として「海禁」という用語・概念を形成していった。そのため海禁という用語は海禁政策を導入した洪武期あるいは「海禁＝朝貢体制」が有効に機能していた永楽期というよりも、後期倭寇が跳梁していた16世紀の政策を反映している。
論者達が私的に呼び交わしていた「海禁」という用語は、1587年に刊行された『万暦会典』に「海禁」の一項が立てられたことによって国家公認の政策用語となる。この項は弘治問刑条例を元とし、月港開港に対応して号票（文引）携帯者を海禁の対象外とする例外規定が付け加えられている。この海禁政策は明末まで続いた。

## 清代の海禁
| 1644年 | 清入関                   |
| 1655年 | 海禁令                   |
| 1656年 | 海禁令                   |
| 1661年 | 遷界令                   |
| 1662年 | 海禁強化                 |
| 1662年 | 鄭氏台湾占領             |
| 1667年 | 海禁令                   |
| 1668年 | 外国商船来航禁止         |
| 1672年 | 海禁令                   |
| 1673年 | 海禁令                   |
| 1673年 | 三藩の乱勃発             |
| 1679年 | マカオの陸路交易の許可   |
| 1680年 | 海禁緩和                 |
| 1681年 | 三藩の乱終息             |
| 1683年 | 鄭氏政権降服             |
| 1683年 | 展界開始                 |
| 1684年 | 海禁処分の停止           |
| 1684年 | 廈門、広州に海関設置     |
| 1684年 | 外国商船の来航許可       |
| 1685年 | 寧波、上海に海関設置     |
| 1708年 | 米禁                     |
| 1717年 | 南洋海禁                 |
| 1727年 | 南洋海禁の解除           |
| 1739年 | 北洋における米禁解除     |
| 1742年 | 商船の回航期限           |
| 1757年 | 広東貿易体制開始         |
| 1759年 | 糸類海上積み出しの禁止   |
| 1764年 | 糸類禁輸の解除           |
| 1840年 | アヘン戦争勃発           |
| 1842年 | アヘン戦争終結、南京条約 |

明朝滅亡の混乱に乗じ入関を果たした清朝は、1647年には浙東・福建を平定したとして日本・琉球等海外諸国に朝貢を呼び掛けた。しかし東南沿海部では鄭氏政権が島嶼部を拠点に頑強に抵抗を続け、制海権を掌握して1659年には北伐を行い南京にまで攻め寄せている。
鄭氏政権は日明貿易に従事していた海商勢力から台頭した勢力で、その財政基盤は日中貿易に大きく依存していた。清朝は入関当初こそ海外貿易を禁じることなく商人の出海を容認していたが、鄭氏政権孤立化を目論んで1655年に海禁令を発布し、許可証を有する者を除き大型船の建造や海外貿易を禁止した。翌年には違反者の厳罰を定め、その後も度々海禁令を発して海禁の厳守を図った。特に1661年には遷界令によって海浜部住民を強制的に内陸部に移住させ、海外貿易に止まらず沿岸貿易・沿岸漁業も禁じた厳格な海禁を行った。1668年には外国商船の来航も禁じられ、貿易は朝貢貿易に限定された。僅かに澳門におけるポルトガルとの陸上貿易が容認されたほか、オランダは広州で「朝貢」貿易を認められた。また弁銅貿易も例外であった。中国では明代から原銅資源が枯渇し、明朝は銅銭鋳造を半ば放棄して紙幣流通を試みていた。それに対し、清朝は原銅確保に腐心しながら銅銭鋳造を行っており、当該期における長崎来航中国船の一部は清朝の黙許の元に派遣されたものと推定される。
鄭氏は海禁によって沿海部住民と切り離され、新たな拠点を求めてオランダ統治下の台湾へ進出を余儀なくされる。その一方で沿海部官兵は賄賂を受け取り商人の鄭氏との接触を黙認し、三藩統治下の福建・広東の地方政府に至っては官憲を挙げて鄭氏やオランダ、ポルトガルと密貿易を行っており、鄭氏の行う日中貿易は途絶えることはなかった。鄭氏は海禁令により一定の打撃を受けたものの日本・中国・東南アジアの三角貿易を続け、当時の東アジア海上貿易は鄭氏のほぼ独占するところとなっていたと見られている。

しかし、海禁令は沿海部を中心に中国の社会・経済に深刻な打撃を与えた。海運の断絶は生活必需品を省外に依存していた福建省を中心に経済的混乱をもたらし、遷界令によって海浜部住民は離散移住を強いられ血縁・地縁を基盤にしていた地域社会は大きな打撃を被った。銀・銅不足は清国国内に一種のデフレを引き起こし、経済は一時破綻寸前にまで追い込まれた。
清朝の海禁令は鄭氏政権の糧道遮断を目的としたものであり、鄭氏が降服するとその役目を終え停止される。1680年には台湾より隔たった直隷・山東・江蘇の各省で沿岸航行が許可され、1683年に鄭氏政権が降服すると同年中に遷界令が解かれて海浜部への展界が始まる。翌年には海禁令は全て停止され、85年には外国商船の来航も許可される。清朝は廈門・広州・寧波・上海に海関を設置し、出海する中国人海商や来航する外国商船から関税の徴収を行った。
こうして基本的に海禁は解除されるが、清朝は全面的に民間人の海上利用を認めたわけではなかった。船の建造には事前に届け出る必要が有り、出海時には船の大きさに応じて乗員の上限が定められ、乗員名簿を届け出て出海許可を受けなければならなかった。許可を得た航路を外れて航行することも禁じられ、禁制品の海上積み出しも制限された。
禁制品は金・銀・銅・武器・軍需物資などであるが、米の海上積み出しも禁じられた。海禁解除後、江蘇省・浙江省では福建省に米が流れて米価が上昇する。清朝は米価上昇を外洋（外国や海賊）への米流出を示すものとみなし、1708年に米禁を定めて米穀類の海上積み出しを禁じ各地で船舶の検査を行った。以降、米の備蓄制度が採られ、福建省などでは地方政府が省外から米の輸入を行った。
また18世紀には南洋海禁が敷かれ、東南アジアへの渡航が禁止される。海外へ移住する中国人いわゆる華人は古くから存在したが、明代後半における稲の品種改良やトウモロコシ・サツマイモ等畑地作物の到来により中国の人口が急増すると、人口圧力に押し出されて華人の海外進出は急増した。清朝は国外や台湾へ自国民の移住は認めていなかったが、渡航先に居住し帰国しない者や商船に便乗して密航する者は絶えず、南洋華僑の流出は続いた。清朝は自国民の海外流出を食い止めようと、1717年に南洋渡航を禁止する。ただし外国船の来航や日本・琉球・ベトナム北部への渡航は引き続き認められており、これは限定的な海禁に止まった。この南洋海禁は福建民衆の生活を脅かすものとされ、1727年に福建地方政府の要請を受け回航期限の制約付きながら海禁は解除される。2年の回航期限を超えて帰国するものは二度と出海を認められなかったが、1742年に期限は3年に緩和され、1754年にはそれも廃止された。
1757年にはヨーロッパ諸国商人との取引を広東1港に限定し、公行（コホン）と呼ばれた特権商人に独占貿易を行わせる広東貿易体制が開始され、アヘン戦争まで続くことになる。

## 海禁の影響
海禁政策は海防や華夷秩序の確立を目指した政治・国防を重視した政策であり、強権をもって新秩序を打ち立てる王朝建国期には一定の意義が存在した。元末明初の中国沿岸部は華夷混合のなか明朝支配が徹底されない混乱状態にあったが、海禁は沿岸部に新秩序を構築する一助を成し、民間貿易停止後は朝貢貿易を補完して冊封体制の構築や国内経済システムの補強に貢献した。清初においても海禁は鄭氏政権弱体化に一定の貢献を果たしている。しかし海禁は沿海地方の経済的発展を妨げまた税収を抑制する、経済・税収と相反する政策であった。そのため、新秩序が安定期に入ると海禁は反発を招き、社会的不安定化の要因となった。海禁を国是とした明朝においても、最終的には国家財政の困窮や後期倭寇という形の社会的圧力に屈し、海禁を緩和せざるを得なかった。
中国史学会では、中国が西洋に立ち遅れた原因は海禁に有ると考えられている。つまり、16世紀までの中国経済の発展は西洋に対しても大きな差がなかったが、国家間・地域間の相互刺激を通じて社会や経済の発展を促す貿易が海禁によって抑制されると中国の成長活力は減じられ、西洋に遅れを取ることになったとするものである。
一方で東南アジアや肥前の陶磁器産業のように海禁により成長が促進された事例も存在する。明朝の海禁によってアジア市場に中国陶磁器の供給が途絶えると、その穴を埋めるべくベトナム・カンボジア・タイでは輸出用陶磁器が盛んに製造されて技術や生産量が伸長し、東は日本から西はエジプト・トルコまで広く諸外国に輸出された。しかし東南アジアの陶磁器産業は中国製品の模倣の域を脱しきれず、海禁が弛緩すると衰退する。清代前期の海禁に乗じて成長を遂げた肥前陶磁器も海禁停止後に東南アジア市場から駆逐されるが、日本国内やヨーロッパ市場に活路を見出しその後も発展を続けた。

また朝貢貿易を認められた国家もしくは政権にとり、海禁は独占的な貿易を約束し政治面・財政面で恩恵を与えてくれるものであった。この恩恵を最も享受した国家は琉球王朝であった。民間貿易を禁じた明朝も硫黄や蘇木など自国に不足する物産の輸入を必要としており、また沿海部民衆の出海欲求をなだめるためにも貿易は欠かすことは出来なかった。そのため明朝は朝貢国の入朝を待つだけではなく、琉球王朝に優遇を与えて中国とアジア諸国との中継貿易を任せた。一般に朝貢国の貢期は3年もしくは5年であったが、琉球王朝は1年1貢と格段に有利な入朝を認められ、また貿易・外交に携わる在琉華人（閩人三十六姓）や大型海船を賜り、明朝の後援を背に日本や東南アジア諸国と盛んに貿易を行った。しかし海禁の弛緩とともにその貿易は衰退し、1609年の琉球征伐により島津氏の支配下に置かれた。
室町幕府にとっても日明勘合貿易は有力な収入源であり、また銅銭鋳造を行っていなかった幕府にとって、銅銭供給源である中国との独占的な貿易は貨幣鋳造権と類似の権限として機能した。室町末期に貿易権は大内氏等の有力大名から協力を引き出す政治的交渉材料ともなった。
明代における海禁は南洋華人の増加にも寄与している。宋元代の自由貿易時代にも海外に移住する中国人は存在したが、明代に海禁が敷かれるとそれに伴う罰則は出海者の帰国を阻む障壁となり、彼等に海外定住を強いるものとなった。こうして一度華人社会が形成されるとその縁故を頼りに後続の者を呼び寄せるものとなり、明代後期から清代にかけて東南アジアへ華人が大挙して進出することになる。
明代において海禁の直接の目的は倭寇の禁圧にあったが、実際には中国と諸外国との経済的連関を求める人々を倭寇へと追いやり逆に倭寇跳梁の原因となっていた。足利義持による日明勘合貿易の中断期間（1411年 – 1433年）には一旦沈静化していた前期倭寇が再び活性化して中国各地を襲撃しており、後期倭寇は貿易を求め出海した中国人の集団であった。また海禁によって日本・琉球・東南アジア間で中継貿易が活性化すると、そこに倭寇が介在する余地が生まれ倭寇が存続の条件を与えたとも指摘されている。